# Ascyltus
Genre
Ascyltus est un genre d'araignées aranéomorphes de la famille des Salticidae.

## Distribution
Les espèces de ce genre se rencontrent en Océanie et à Sulawesi.

## Liste des espèces
Selon World Spider Catalog (version 22.5, 04/11/2021) :
- Ascyltus audax (Rainbow, 1897)
- Ascyltus divinus Karsch, 1878
- Ascyltus ferox (Rainbow, 1897)
- Ascyltus lautus (Keyserling, 1881)
- Ascyltus minahassae Merian, 1911
- Ascyltus opulentus (Walckenaer, 1837)
- Ascyltus pterygodes (L. Koch, 1865)
- Ascyltus rhizophora Berry, Beatty & Prószyński, 1997
- Ascyltus similis Berry, Beatty & Prószyński, 1997

## Publication originale
- Karsch, 1878 : « Diagnoses Attoidarum aliquot novarum Novae Hollandiae collectionis Musei Zoologici Berolinensis. » Mitteilungen der Münchener Entomologischen Verein, vol. 2, p. 22-32 (texte intégral).